# Johann Hiebel
Johann Hiebel (csehül: Jan Hiebel) (Dél-Németország, 1681(?) – Prága, 1755. június 17.) sváb nemzetiségű cseh festőművész és grafikus, aki alapvetően freskófestőként alkotott jelentőset. Egyike azoknak a külföldről (zömmel Németországból) érkezett képzőművészeknek, akik alapvetően határozták mag a cseh barokk arculatát.

## Élete
A bajorországi Ottobeurenben, az Allgäui-Alpokban született. Először szülőföldjén tanult: Johann Sichelbeinnél Wangenben, majd Johan Kasper Singnél Münchenben., Ezután Bécsbe költözött, hogy a híres freskófestő Andrea Pozzónál tanulhasson tovább. Ez időben roppant divatos volt Európában az illuzionista építészeti festészet (a kvadratúra, és rendkívül népszerű lett Pozzónak a perspektivikus díszítés különböző típusainak diagramjait bemutató értekezése.
1707 végén érkezett Prágába. 1708-ban feleségül vette K. Kulik festő lányát.  1710-ben felvették az óvárosi festők céhébe, ahol tekintélyének növekedtével 1730–1749 között ő lett a céhmester.
Első komoly megbízatása a sziléziai Świdnicában a Szent István-templom díszítése volt. Ezután a Szent László és Vencel templom gótikus belső terének barokkosításán dolgozott: a Mészároskápolna (a 18. századtól Marmurowa, ma Świdnicai Szűzanya) kupoláját kellett freskófestményekkel díszítenie. A kupola képe a harmincéves háború szörnyűségeit ábrázolja. Egy hermelinkabátos fiatal fiú valószínűleg II. Bolko sziléziai herceg (Kis Bolko, az utolsó sziléziai herceg), aki Świdnica hercegség térképét tartja a kezében, fölötte pedig a sziléziai sas lebeg. A festmény alja Świdnica látképe a katedrális jellegzetes sziluettjével. Ezt a munkát 1709 áprilisában fejezte be és 280 guldent kapott érte.
Ugyancsak a jezsuiták bízták meg az éppen akkor épülő Szent Kelemen-templom freskóinak festésével (1714–1715). A Bécsben elsajátított perspektivikus épületfestészet gyorsan hírnévhez juttatta, mivel nemcsak a templom védőszentjének életét festette meg, hanem úgy dekorálta a templom keleti falát, ahol hagyományosan az oltárnak kellett volna állni, mintha az tényleg ott lenne. Ez az optikai illúzió Prágában újdonság volt és nagy csodálatot keltett.
Fő megrendelői a jezsuiták maradtak, nekik festette leghíresebb műveit.
Az ő megbízásukra festette meg Klatovyban a jezsuiták templomának freskóit (1716), majd újra a Klementinumban (1723–1724) a barokk könyvtárterem és matematikai előadó, valamint a Tükörkápolna freskóit.
A sziléziai Świdnicában (Schweidnitz) a plébániatemplom kápolnáját festette ki.
1717-ben Rokycanyban, a Szent István plébániatemplomban festette ki a főoltárt a Havas Szűzanya (Maria Boska Śnieżna) képével.
1722-ben Franziska Sibylla Augusta von Sachsen-Lauenburg, Baden-Baden őrgófja felkérte, hogy Rastattban fesse ki az udvari Szent Kereszt felmagasztalása templomot. Ugyanitt közreműködött a  Szent István-várkápolna díszítésében, a munkát 1723-ban fejezte be.
Többször (1720–1721, 1729–1732) is nagy felületeket festett Doksanyban, a premontrei kolostor templomában, ahol Mária és Krisztus életéből. Ezek közül a legjelentősebb műve a Boldogságos Szűz Mária születése.
- a kupola freskódíszítése, 1722;

a presbitérium, a kereszthajó, az oldalkápolnák és sekrestye freskódíszítése, 1728–1732.
Az itt végzett munkája közben Josef Miki, a rend elöljárója megbízta, hogy két ütemben (1722 és 1728–1732) fessen olyan freskókat, mint amilyenekkel mestere, Andrea Pozzo díszítette a római Loyolai Szent Ignác-templom mennyezetét.
Fia, Antonín Jan Hiebel (* 1710) már 16 évesen belépett a jezsuita rendbe. Ő is dolgozott könyvillusztrátorként, de erről csak szórványos és töredékes adatok maradtak fenn.

## Munkássága
Sokoldalú festő volt, de főként a templombelsőkben készült monumentális festményeiről és azok optikai illúzióiról ismert. Díszítései hozzájárultak a Pozzo-féle kvadratúra-modell elterjedéséhez Csehországban. Az optikai illúziók hatásosan mosták el a festett és az épített részletek határait.
A freskók mellett olaj oltárképeket is festett, de ezek közül csak néhány maradt fenn. Több rézmetsző, így
- Anton Birkhart,
- Michael Rentz és
- Johann Florian Hammerschmied

nyomatainak tervezőjeként is ismert.
Több róla szóló munka szerint csak élete végén kezdett el a könyvgrafikával foglalkozni, amikor egészségügyi okok le kellett mondania a freskófestésről. Az ezredforduló táján azonban számos korai rajzát találták meg, ami arról tanúskodik, hogy Hiebel freskófestés közben is folyamatosan dolgozott illusztrátorként. A rajzok többségét Anton Birkhart alakította rézmetszetté. Hiebel és Birkhard együttműködéséből ismerjük például Franz Anton von Sporck (František Antonín Špork) gróf portréjának számos változatát, amelyeket a különböző kiadványokhoz rendeltek előlapként. Számos további illusztrációt is neki tulajdonítanak 1723–1753 között, de ezek többsége nem bizonyított, mert a szövegközi rajzokat nem szignálta.